# Kate Rockwell

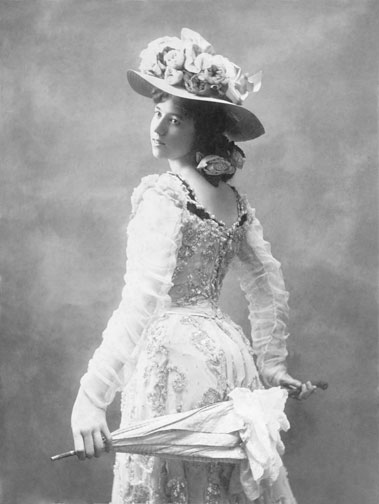
Rockwell, um 1900

Kathleen Eloise Rockwell (* 4. Oktober 1876 oder 1880 in Junction City, Kansas; † 21. Februar 1957 in Sweet Home, Oregon) war eine US-amerikanische Vaudeville-Tänzerin und Sängerin, die während des Alaska-Goldrauschs um 1900 als „Klondike Kate“ einen legendenhaften Ruf erwarb. Über ihr Geburtsdatum gibt es unterschiedliche Angaben.

## Biografie
Geboren in Kansas wuchs Kate Rockwell in Spokane (Washington) auf. 1899 folgte sie dem Ruf des Klondike-Goldrauschs nach Alaska.
Zunächst arbeitete sie als Tänzerin in Whitehorse, dann in Dawson City. Hier traf sie Alexander Pantages, der später einer der erfolgreichsten Theaterbetreiber der Vereinigten Staaten und Kanadas werden sollte. Die beiden gingen eine legendenumwobene private und geschäftliche Partnerschaft ein.
Mit dem Abflauen des Goldrauschs zog Kate Rockwell nach British Columbia, wo sie ein Filmtheater betrieb, später dann nach Oregon. Sie konnte nicht mehr an ihren Erfolg in Alaska anknüpfen, verstand es aber, mit ihren Erinnerungen Geld zu machen, wobei sie kräftig an ihrer Legende wob.
Kate Rockwell starb 1957 als eine der letzten Zeuginnen des Goldrauschs. Sie war die bekannteste einer Reihe von Frauen, die den Spitznamen "Klondike Kate" hatten.